# Bordin Phala
Bordin Phala (Ubon Ratchathani, 18 dicembre 1994) è un calciatore thailandese, attaccante del Port e della Nazionale thailandese.

## Caratteristiche tecniche
È un'ala.

## Carriera

### Club
Ha iniziato la propria carriera nelle file del Thonburi City. Nel 2014 si è trasferito al Bangkok Glass. Nel 2016 è passato allo Chiangrai Utd. Il 2 febbraio 2017 si è trasferito al Buriram Utd. Il 4 dicembre 2017 si è trasferito al Port.

### Nazionale
Ha debuttato in Nazionale il 6 giugno 2017, nell'amichevole Uzbekistan-Thailandia (2-0). Ha messo a segno la sua prima rete con la selezione thailandese il 29 dicembre 2021, in Indonesia-Thailandia (0-4), siglando il gol del definitivo 0-4 al minuto 83. Ha partecipato, con la selezione thailandese, alle edizioni 2020 e 2022 della AFF Cup e alla Coppa d'Asia 2023. È sceso in campo, inoltre, nelle qualificazioni ai Mondiali 2018, 2022 e 2026, oltre che nelle qualificazioni alla Coppa d'Asia 2023.

## Statistiche

### Cronologia presenze e reti in nazionale
Statistiche aggiornate all'8 dicembre 2024.

| Cronologia completa delle presenze e delle reti in nazionale ― Thailandia | Cronologia completa delle presenze e delle reti in nazionale ― Thailandia | Cronologia completa delle presenze e delle reti in nazionale ― Thailandia | Cronologia completa delle presenze e delle reti in nazionale ― Thailandia | Cronologia completa delle presenze e delle reti in nazionale ― Thailandia | Cronologia completa delle presenze e delle reti in nazionale ― Thailandia | Cronologia completa delle presenze e delle reti in nazionale ― Thailandia | Cronologia completa delle presenze e delle reti in nazionale ― Thailandia |
| Data                                                                      | Città                                                                     | In casa                                                                   | Risultato                                                                 | Ospiti                                                                    | Competizione                                                              | Reti                                                                      | Note                                                                      |
| ------------------------------------------------------------------------- | ------------------------------------------------------------------------- | ------------------------------------------------------------------------- | ------------------------------------------------------------------------- | ------------------------------------------------------------------------- | ------------------------------------------------------------------------- | ------------------------------------------------------------------------- | ------------------------------------------------------------------------- |
| 6-6-2017                                                                  | Tashkent                                                                  | Uzbekistan                                                                | 2 – 0                                                                     | Thailandia                                                                | Amichevole                                                                | -                                                                         | 82’                                                                       |
| 13-6-2017                                                                 | Bangkok                                                                   | Thailandia                                                                | 1 – 1                                                                     | Emirati Arabi Uniti                                                       | Qual. Mondiali 2018                                                       | -                                                                         | 90+6’                                                                     |
| 5-10-2017                                                                 | Mandalay                                                                  | Birmania                                                                  | 1 – 3                                                                     | Thailandia                                                                | Amichevole                                                                | -                                                                         | 75’                                                                       |
| 8-10-2017                                                                 | Nonthaburi                                                                | Thailandia                                                                | 1 – 0                                                                     | Kenya                                                                     | Amichevole                                                                | -                                                                         | 29’ 90+5’                                                                 |
| 22-3-2018                                                                 | Bangkok                                                                   | Thailandia                                                                | 0 – 0                                                                     | Gabon                                                                     | Amichevole                                                                | -                                                                         | 70’                                                                       |
| 25-3-2018                                                                 | Bangkok                                                                   | Thailandia                                                                | 2 – 3                                                                     | Slovacchia                                                                | Amichevole                                                                | -                                                                         | 46’                                                                       |
| 10-10-2019                                                                | Thanyaburi                                                                | Thailandia                                                                | 1 – 1                                                                     | Rep. del Congo                                                            | Amichevole                                                                | -                                                                         | 46’                                                                       |
| 14-11-2019                                                                | Kuala Lumpur                                                              | Malaysia                                                                  | 2 – 1                                                                     | Thailandia                                                                | Qual. Mondiali 2022                                                       | -                                                                         | 83’                                                                       |
| 19-11-2019                                                                | Hanoi                                                                     | Vietnam                                                                   | 0 – 0                                                                     | Thailandia                                                                | Qual. Mondiali 2022                                                       | -                                                                         | 90+1’                                                                     |
| 29-5-2021                                                                 | Sharjah                                                                   | Thailandia                                                                | 2 – 2                                                                     | Tagikistan                                                                | Amichevole                                                                | -                                                                         | 59’                                                                       |
| 5-12-2021                                                                 | Singapore                                                                 | Timor Est                                                                 | 0 – 2                                                                     | Thailandia                                                                | AFF Cup 2020 - Gironi                                                     | -                                                                         | 46’                                                                       |
| 14-12-2021                                                                | Singapore                                                                 | Filippine                                                                 | 1 – 2                                                                     | Thailandia                                                                | AFF Cup 2020 - Gironi                                                     | -                                                                         | 75’                                                                       |
| 18-12-2021                                                                | Singapore                                                                 | Thailandia                                                                | 2 – 0                                                                     | Singapore                                                                 | AFF Cup 2020 - Gironi                                                     | -                                                                         | 46’                                                                       |
| 29-12-2021                                                                | Singapore                                                                 | Indonesia                                                                 | 0 – 4                                                                     | Thailandia                                                                | AFF Cup 2020 - Finale                                                     | 1                                                                         |                                                                           |
| 1-1-2022                                                                  | Singapore                                                                 | Thailandia                                                                | 2 – 2                                                                     | Indonesia                                                                 | AFF Cup 2020 - Finale                                                     | -                                                                         | 34’ 71’                                                                   |
| 27-3-2022                                                                 | Thanyaburi                                                                | Thailandia                                                                | 1 – 0                                                                     | Suriname                                                                  | Amichevole                                                                | 1                                                                         | 88’                                                                       |
| 27-5-2022                                                                 | Sisaket                                                                   | Thailandia                                                                | 1 – 0                                                                     | Turkmenistan                                                              | Amichevole                                                                | -                                                                         | 81’                                                                       |
| 31-5-2022                                                                 | Thanyaburi                                                                | Thailandia                                                                | 1 – 2                                                                     | Bahrein                                                                   | Amichevole                                                                | -                                                                         | 82’                                                                       |
| 8-6-2022                                                                  | Namangan                                                                  | Thailandia                                                                | 3 – 0                                                                     | Maldive                                                                   | Qual. Coppa d'Asia 2023                                                   | -                                                                         | 78’                                                                       |
| 11-6-2022                                                                 | Namangan                                                                  | Sri Lanka                                                                 | 0 – 2                                                                     | Thailandia                                                                | Qual. Coppa d'Asia 2023                                                   | -                                                                         | 46’                                                                       |
| 14-6-2022                                                                 | Namangan                                                                  | Uzbekistan                                                                | 2 – 0                                                                     | Thailandia                                                                | Qual. Coppa d'Asia 2023                                                   | -                                                                         |                                                                           |
| 22-9-2022                                                                 | Chiang Mai                                                                | Thailandia                                                                | 1 – 1 (3 - 5 dtr)                                                         | Malaysia                                                                  | Amichevole                                                                | -                                                                         | 46’                                                                       |
| 11-12-2022                                                                | Rangsit                                                                   | Thailandia                                                                | 6 – 0                                                                     | Birmania                                                                  | Amichevole                                                                | 1                                                                         | 67’                                                                       |
| 14-12-2022                                                                | Rangsit                                                                   | Thailandia                                                                | 0 – 1                                                                     | Taiwan                                                                    | Amichevole                                                                | -                                                                         | 66’                                                                       |
| 20-12-2022                                                                | Kuala Lumpur                                                              | Brunei                                                                    | 0 – 5                                                                     | Thailandia                                                                | AFF Cup 2022 - Gironi                                                     | 1                                                                         | 72’                                                                       |
| 26-12-2022                                                                | Rangsit                                                                   | Thailandia                                                                | 4 – 0                                                                     | Filippine                                                                 | AFF Cup 2022 - Gironi                                                     | -                                                                         | 64’                                                                       |
| 2-1-2023                                                                  | Rangsit                                                                   | Thailandia                                                                | 3 – 1                                                                     | Cambogia                                                                  | AFF Cup 2022 - Gironi                                                     | -                                                                         | 53’ 88’                                                                   |
| 7-1-2023                                                                  | Kuala Lumpur                                                              | Malaysia                                                                  | 1 – 0                                                                     | Thailandia                                                                | AFF Cup 2022 - Semifinali                                                 | -                                                                         | 87’                                                                       |
| 10-1-2023                                                                 | Rangsit                                                                   | Thailandia                                                                | 3 – 0                                                                     | Malaysia                                                                  | AFF Cup 2022 - Semifinali                                                 | 1                                                                         | 69’                                                                       |
| 13-1-2023                                                                 | Hanoi                                                                     | Vietnam                                                                   | 2 – 2                                                                     | Thailandia                                                                | AFF Cup 2022 - Finale                                                     | -                                                                         | 79’                                                                       |
| 16-1-2023                                                                 | Rangsit                                                                   | Thailandia                                                                | 1 – 0                                                                     | Vietnam                                                                   | AFF Cup 2022 - Finale                                                     | -                                                                         | 72’ 77’                                                                   |
| 7-9-2023                                                                  | Chiang Mai                                                                | Thailandia                                                                | 2 – 1                                                                     | Libano                                                                    | Amichevole                                                                | -                                                                         | 77’                                                                       |
| 10-9-2023                                                                 | Chiang Mai                                                                | Thailandia                                                                | 2 – 2                                                                     | Iraq                                                                      | Amichevole                                                                | 1                                                                         | 89’                                                                       |
| 12-10-2023                                                                | Tbilisi                                                                   | Georgia                                                                   | 8 – 0                                                                     | Thailandia                                                                | Amichevole                                                                | -                                                                         | 87’                                                                       |
| 17-10-2023                                                                | Tallinn                                                                   | Estonia                                                                   | 1 – 1                                                                     | Thailandia                                                                | Amichevole                                                                | -                                                                         |                                                                           |
| 16-11-2023                                                                | Bangkok                                                                   | Thailandia                                                                | 1 – 2                                                                     | Cina                                                                      | Qual. Mondiali 2026                                                       | -                                                                         | 75’                                                                       |
| 21-11-2023                                                                | Singapore                                                                 | Singapore                                                                 | 1 – 3                                                                     | Thailandia                                                                | Qual. Mondiali 2026                                                       | -                                                                         | 65’                                                                       |
| 1-1-2024                                                                  | Tokyo                                                                     | Giappone                                                                  | 5 – 0                                                                     | Thailandia                                                                | Amichevole                                                                | -                                                                         | 46’                                                                       |
| 9-1-2024                                                                  | Al Rayyan                                                                 | Indonesia                                                                 | 0 – 5                                                                     | Iran                                                                      | Amichevole                                                                | -                                                                         | 73’                                                                       |
| 16-1-2024                                                                 | Doha                                                                      | Thailandia                                                                | 2 – 0                                                                     | Kirghizistan                                                              | Coppa d'Asia 2023 - Gironi                                                | -                                                                         | 69’                                                                       |
| 21-1-2024                                                                 | Doha                                                                      | Oman                                                                      | 0 – 0                                                                     | Thailandia                                                                | Coppa d'Asia 2023 - Gironi                                                | -                                                                         | 71’                                                                       |
| Totale                                                                    |                                                                           | Presenze                                                                  | 41                                                                        |                                                                           | Reti                                                                      | 6                                                                         |                                                                           |

## Palmarès

### Club

#### Competizioni nazionali
- Campionato thailandese di calcio: 1

Buriram Utd: 2017
- Thai FA Cup: 1

Port: 2019

### Nazionale
- AFF Cup: 2

2020, 2022